# آرون جايتلي
آرون جايتلي (بالهندية: अरुण जेटली) (ولد في 18 ديسمبر 1952) هو أحد أبرز الساسة الهنود وعضو في حزب بهاراتيا جاناتا، والذي يعتبر حالياً أكبر أحزاب المعارضة في الهند، فهو زعيم المعارضة في راجيا سابها، وشغل سابقا منصب وزير الاتحاد للتجارة والصناعة والقانون والعدالة في حكومة الهند، كما شغل منصب وزير المالية الهندية.